# Социјалистичка Аутономна Покрајина Војводина
Социјалистичка Аутономна Покрајина Војводина (скраћено САП Војводина; мађ. Vajdaság Szocialista Autonóm Tartomány) била је једна од две аутономне покрајине у саставу Социјалистичке Републике Србије, једне од шест република у саставу Социјалистичке Федеративне Републике Југославије (СФРЈ). Припадала је најразвијенијим крајевима СФРЈ, а главни град био је Нови Сад.
Формирање установа аутономне покрајине почело је након ослобођења Војводине, у јесен 1944, а њен политички статус у оквиру Србије и Југославије регулисан је јула 1945. формирањем Аутономне Покрајине Војводине Доношењем уставних амандмана новембра 1968. преименована је у Социјалистичку Аутономну Покрајину Војводину.
Доношењем покрајинског Уставног закона 1969, остварила је законодавну аутономију, а Уставом СФРЈ из 1974, стекла је и додатну уставну аутономију, добивши сопствени Устав, чим је фактички добила статус федералне јединице у оквиру СФРЈ. Усвајањем амандмана на Устав СР Србије марта 1989, овлашћења покрајине усклађена су са уставним поретком републике, а доношењем новог Устава Србије 28. септембра 1990. поново је добила претходни назив: Аутономна Покрајина Војводина.
Конститутивни народ били су Срби, а почевши од Статута САП Војводине из 1963, међу народностима (националним мањинама) посебно су истакнути — Мађари, Словаци, Румуни и Русини, чији су језици Уставним законом из 1969. добили статус службених језика на подручју покрајине. То решење је потом потврђено и у свим каснијим највишим актима Војводине.

## Називи
Називи покрајине на њеним службеним језицима:
- српскохрватски: Социјалистичка Аутономна Покрајина Војводина /
- мађарски:
- румунски:
- словачки:
- русински:

## Историја
Име „Војводина“ води порекло из 1848, када је на подручју данашње Војводине формирана аутономна Српска Војводина. Између 1849. и 1860, на овом простору постојала је засебна хабзбуршка (аустријска) крунска земља под називом Војводство Србија и Тамишки Банат.
После пропасти Аустроугарске, крајем 1918, Велика народна скупштина Срба, Буњеваца и осталих Словена у Банату, Бачкој и Барањи проглашава присаједињење ових регија Краљевини Србији, а Велики народни збор у Руми одлучује се за присаједињење Срема Србији. Потом подручје данашње Војводине улази у састав новоформираног Краљевства Срба, Хрвата и Словенаца, касније названог Краљевина Југославија.

### Други светски рат
Након краткотрајног Априлског рата, 1941. подручје Војводине (као и цела Југославија) окупирано је од стране сила Осовине и територијално-политички подељено према диктату и интересу окупатора. Бачка је прикључена Хортијевој Великој Мађарској, Срем је дошао под власт усташке Независне Државе Хрватске (НДХ), док је Банат политички дефинисан као посебна аутономна област у оквиру окупиране Србије, а том облашћу управљала је локална немачка национална мањина.
Већ у лето 1941, организован је партизански устанак у Војводини, али је због неповољних географских услова, већ у јесен 1941, у Банату и Бачкој, дошло до замирања устанка. За разлику од Баната и Бачке у Срему су, после солиднијих припрема, диверзије и саботаже прерасле у општенародни устанак. На ослобођеној територији организована је партизанска власт, са масовним антифашистичким организацијама, штампом и школством. Велики број бораца из Срема, и осталих крајева Војводине, одлазио је у источну Босну, где су априла 1943. формиране прве Војвођанске бригаде.
Искуства из Срема, у организовању ослободилачке борбе, у лето 1944. пренета су у Банат, Бачку и Барању, тако да је пре доласка Црвене армије, октобра 1944, у Војводини успостављена народна власт са ослободилачким институцијама. Новембра 1943. формиран је Главни народноослободилачки одбор Војводине (ГНООВ).

### Ослобођење и формирање Војводине
Успостављање народне власти и формирање нових покрајинских институција почело је већ 1944. године. Подручје Срема се од ослобођења налазило под управом Главног народноослободилачког одбора Војводине, док је на подручју Баната, Бачке и Барање након ослобођења заведена Војна управа, на чијем је челу био генерал Иван Рукавина. Војна управа у Банату, Бачкој и Барањи укинута је 15. фебруара 1945, након чега су и ова подручја ушла под управу Главног народноослободилачког одбора Војводине. До уласка Војводине у оквир Федералне Србије, њене установе су функционисале независно од установа Србије.
На заседању које је одржано 6. априла 1945. у Новом Саду, Главни народноослободилачки одбор Војводине донео је једногласну одлуку: Да Војводина има да буде у саставу федералне јединице Србије. Да Војводина у саставу федералне Србије има пуну аутономију као аутономна покрајина. Делегација ГНООВ је потом отпутовала у Београд, где је од 7. до 9. априла 1945. учествовала на заседању Антифашистичке скупштине народног ослобођења Србије (АСНОС). На првој седници АСНОС, 7. априла, представник ГНООВ Јован Веселинов је делегатима АСНОС-а саопштио одлуку ГНООВ о укључивању аутономне Војводине у састав федералне јединице Србије, на шта је АСНОС одговорио усвајањем посебне Резолуције којом је одлука ГНООВ поздрављена и прихваћена.
Скупштина изасланика народа Војводине, одржана 31. јула 1945. у Новом Саду донела је одлуку да Војводина као Аутономна Покрајина уђе у састав Федералне Србије, једне од федералних чланица Демократске Федеративне Југославије. Ову одлуку прихватио је АВНОЈ, на Трећем заседању у Београду, августа 1945. године. Статус Војводине у оквиру Србије регулисан је потом Законом о установљењу и устројству Аутономне покрајине Војводине донетим 1. септембра 1945. године.
Привремене границе Војводине након ослобођења укључивале су Банат, Бачку и Барању, као и већи део Срема са Земуном. Званична привремена граница између Војводине и Хрватске у Срему ишла је линијом Вуковар—Винковци—Жупања. Западни делови Срема су, међутим, остали под контролом Сила Осовине све до априла 1945. године. Након дефинисања коначних граница Војводине, у њеном саставу остала је цела Бачка, као и највећи део Баната и Срема. Барања и западни делови Срема прикључени су Народној Републици Хрватској, док су мањи делови Срема и Баната у близини Београда ушли у састав Уже Србије. Војводини је, међутим, прикључен мањи северни део Мачве у близини Сремске Митровице.

### Колонизација
Августа 1945. донет је Закон о аграрној реформи и колонизацији, на основу кога је око 40% земљишта у Војводини прешло у власништво државе. До 1948. у Војводину је колонизовано око 225.000 људи из Босне и Херцеговине, Хрватске, централне и јужне Србије, Црне Горе и Косова и Метохије, претежно српске националности (71%) из партизанских породица. Њима је додељено око 235.000 хектара земље. Досељавање је настављено и каснијих деценија, али није имало организовани карактер, у форми колонизације.

### Политички статус Војводине
Први Статут АП Војводине донет је 1948, а нови Статут усвојен је 1953. године. Након доношења новог Устава СР Србије априла 1963, који је садржао посебне одредбе о правима националних мањина, као и поименични помен седам најбројнијих мањинских народности у Србији (чл. 82), уследило је доношење новог Статута АП Војводине, у којем су поименично поменути — Мађари, Словаци, Румуни и Русини (чл. 32-37). Уставним законом САП Војводине, који је усвојен 21. фебруара 1969, међу службеним језицима који су признати на подручју покрајине наведена су и четири мањинска језика — мађарски, словачки, румунски и русински (чл. 67). Поменутим актима из 1963. и 1969, постављен је темељ за регулисање права мањинских народности на највишем, уставном и законском нивоу.
Уставом СФРЈ из 1974, Војводина је добила статус федералног субјекта СФРЈ са елементима државности, односно са готово једнаким правима која је имала и СР Србија. САП Војводина је, ипак, и даље остала у оквиру Социјалистичке Републике Србије. Војводина је у овом периоду имала сопствени Устав, Председништво, Уставни и Врховни суд, као и друге институције.

### Антибирократска револуција
После политичког успона Слободана Милошевића септембра 1987, у Новом Саду су 5. октобра 1988. одржане демонстрације на којима се окупило неколико десетина хиљада људи који су тражили да партијско руководство Војводине поднесе оставку. Неко је демонстрантима довезао камион јогурта у тетрапаку, па су они сваког ко је покушао да им се обрати са степеништа зграде Покрајинског комитета засипали јогуртом (због тога је овај догађај остао познат као Јогурт револуција). Суочени са овим демонстрацијама, војвођански партијски руководиоци су 6. октобра 1988. поднели оставке. Након тога су убрзо срушене и све друге покрајинске институције, а Скупштина Војводине је изгласала промене Устава Србије, одступајући од многих дотадашњих права. У Војводини је потом уследила темељна кадровска смена до најнижих политичких нивоа. Процењује се да је тада у Војводини смењено око 40.000 политичких функционера, високих државних чиновника, судија и шефова полиције, директора и управника просветних установа и здравствених центара, информативних или културних кућа.
Нови Устав СР Србије променио је положај Војводине у смислу да је она престала да буде конститутивни елемент југословенске федерације и дефинисана је као „територијална аутономија“ у оквиру Републике Србије.

### Кратка хронологија
| датум               | догађај |
| ------------------- | --- |
| октобар 1943.       | Покрајински комитет КПЈ за Војводину формирао Иницијативни покрајински народноослободилачки одбор за Војводину.                                                                       |
| 10. март 1944.      | У Белегишу, код Старе Пазове конституисан Главни Народноослободилачки одбор Војводине, највиши орган власти на ослобођеним подручјима Војводине.                                      |
| 24. октобар 1944.   | Ослобођењем Новог Сада завршене су већим делом борбе за ослобођење Војводине. |
| 31. јул 1945.       | Скупштина изасланика народа Војводине донела одлуку да се аутономна Војводина припоји Федералној Држави Србији, коју је 10. августа потврдио АВНОЈ.                                   |
| 1. септембар 1945.  | Народна скупштина Србије донела Закон о установљењу и устројству Аутономне Покрајне Војводине.                                                                                        |
| 24. мај 1948.       | Скупштина АП Војводине усвојила први Статут Аутономне Покрајине Војводине. |
| 19. март 1953.      | Након усвајања Уставног закона ФНРЈ и НР Србије, Народна скупштина АП Војводине усвојила нови Статут Аутономне Покрајине Војводине.                                                   |
| 13. април 1963.     | Скупштина АП Војводине, на основу претходно усвојених Устава СФРЈ и Устава СР Србије, усвојила Статут АП Војводине, као највиши правни акт у покрајини.                               |
| 21. децембар 1968.  | У Новом Саду одржана Четрнаеста покрајинска конференција СК Србије за Војводину на којој је дотадашњи Покрајински комитет СКС за Војводину реорганизован у Савез комуниста Војводине. |
| 21. фебруар 1969.   | Скупштина АП Војводине усвојила Уставни закон САП Војводине као највиши правни акт Социјалистичке Аутономне Покрајине Војводине.                                                      |
| 28. фебруар 1974.   | Скупштина САП Војводине, на основу претходно усвојених Устава СФРЈ и Устава СР Србије, усвојила Устав САП Војводине, као највиши правни акт у покрајини.                              |
| 6. октобар 1988.    | Под притиском „антибирократске револуције” руководиоци САП Војводине и Савеза комуниста Војводине поднели оставке.                                                                    |
| 28. март 1989.      | Скупштина СР Србије усвојила амандмане на Устав Србије којима су смањене надлежности САП Војводине и САП Косова.                                                                      |
| 28. септембар 1990. | Скупштина СР Србије донела нови Устав којим је СР Србија преименована у Републику Србију, а САП Војводина у АП Војводину.                                                             |

## Демографија
По попису становништва из 1981. године, етнички састав становништва САП Војводине је био следећи:
- Срби = 1.107.375 (54,42%)
- Мађари = 385.356 (18,94%)
- Југословени = 172.219 (8,46%)
- Хрвати = 109.203 (5,37%)
- Словаци = 69.549 (3,42%)
- Румуни = 47.289 (2,32%)
- Црногорци = 43.304 (2,13%)
- Русини = 24.306 (1,19%)

- Етничка мапа Војводине (1948)
- Етничка мапа Војводине (1953)
- Етничка мапа Војводине (1961)
- Етничка мапа Војводине (1971)
- Етничка мапа Војводине (1981)

## Политика
У једнопартијском систему који је тада владао, једина политичка партија на подручју САП Војводине био је Савез комуниста Војводине (СКВ), огранак Савеза комуниста Србије (СКС) и Савеза комуниста Југославије (СКЈ).

## Највиши акти
- Статут Аутономне Покрајине Војводине из 1948. године.
- Статут Аутономне Покрајине Војводине из 1953. године.
- Статут Аутономне Покрајине Војводине из 1963. године.
- Уставни закон Социјалистичке Аутономне Покрајине Војводине из 1969. године.
- Устав Социјалистичке Аутономне Покрајине Војводине из 1974. године

## Установе
САП Војводина је имала следеће установе:
- Председништво
- Радна тела Председништва:
  - Савет за народну одбрану
  - Савет за заштиту уставног поретка
  - Комисија за организациона и кадровска питања
  - Комисија за помиловања
  - Комисија за представке и предлоге
  - Комисија за одликовања
  - Комисија за привредну реформу
- Скупштина
- Већа скупштине:
  - Веће удруженог рада
  - Веће општина
  - Друштвено-политичко веће
- Покрајински комитети:
  - Покрајински комитет за енергетику и сировине
  - Покрајински комитет за међународну сарадњу
  - Покрајински комитет за саобраћај и везе
  - Покрајински комитет за водопривреду
  - Покрајински комитет за образовање и културу
  - Покрајински комитет за рад
  - Покрајински комитет за здравље и социјалну заштиту
  - Покрајински комитет за борачка и инвалидска питања
  - Покрајински комитет за урбанизам, стамбена питања и заштиту човекове средине
  - Покрајински комитет за информације
  - Покрајински комитет за друштвено планирање
  - Покрајински комитет за законодавство
  - Покрајински комитет за науку и информатику
- Покрајински друштвени савети:
  - Покрајински друштвени савет за питања друштвеног уређења
  - Покрајински друштвени савет за привредни развој и економску политику
  - Покрајински друштвени савет за односе са иностранством
- Извршно веће
- Покрајински органи управе:
  - Покрајински секретаријат за народну одбрану
  - Покрајински секретаријат за унутрашње послове
  - Покрајински секретаријат за правосуђе и управу
  - Покрајински секретаријат за финансије
  - Покрајински секретаријат за индустрију, грађевинарство и терцијарне делатности
  - Покрајински секретаријат за пољопривреду, прехрамбену индустрију и шумарство
  - Покрајински секретаријат за тржиште, цене, праћење привредних кретања и туризам
- Покрајинске управне организације:
  - Покрајински завод за друштвено планирање
  - Покрајински завод за статистику
  - Покрајински завод за јавну управу
  - Покрајински завод за међународну научну, културну, просветну и техничку сарадњу
  - Покрајински хидрометеоролошки завод
  - Покрајински завод за кадровске послове
  - Покрајински завод за цене и праћење привредних кретања
  - Покрајинска управа за геодетске и имовинско-правне послове
  - Управа за буџет
  - Покрајинска управа друштвених прихода
  - Покрајинска дирекција за робне резерве
  - Службе за опште и заједничке послове покрајинских органа
- Правосудни органи САП Војводине:
  - Уставни суд Војводине
  - Врховни суд Војводине
  - Јавно тужилаштво САП Војводине
  - Јавно правобранилаштво САП Војводине
  - Покрајински друштвени правобранилац самоуправљања
  - Суд удруженог рада

## Функционери САП Војводине

### Председници
| Преглед руководећих личности Аутономне Покрајине Војводине и Социјалистичке Аутономне Покрајине Војводине од 1943. до 1990. | Преглед руководећих личности Аутономне Покрајине Војводине и Социјалистичке Аутономне Покрајине Војводине од 1943. до 1990. | Преглед руководећих личности Аутономне Покрајине Војводине и Социјалистичке Аутономне Покрајине Војводине од 1943. до 1990. | Преглед руководећих личности Аутономне Покрајине Војводине и Социјалистичке Аутономне Покрајине Војводине од 1943. до 1990. |
| име и презиме | почетак мандата | крај мандата | напомена |
| --- | --- | --- | --- |
| Председник Главног Народноослободилачког одбора Војводине 1943—1945.                                                        | | | |
| Никола Груловић | новембар 1943. | 1944. | |
| Јован Веселинов | 1944. | 1945. | |
| Председник Народне скупштине АП Војводине 1945—1963.                                                                        | | | |
| Јован Веселинов | 1945. | јул 1947. | |
| Лука Мркшић | јул 1947. | децембар 1953. | |
| Стеван Дороњски | децембар 1953. | 13. април 1963. | |
| Председник Скупштине АП Војводине 1963—1969.                                                                                | | | |
| Стеван Дороњски | 13. април 1963. | 18. јул 1963. | |
| Радован Влајковић | 18. јул 1963. | 20. април 1967. | |
| Илија Рајачић | 20. април 1967. | 21. фебруар 1969. | |
| Председник Скупштине САП Војводине 1969—1974.                                                                               | | | |
| Илија Рајачић | 21. фебруар 1969. | 5. јун 1973. | |
| Сретен Ковачевић | 5. јун 1973. | мај 1974. | |
| Председник Председништва САП Војводине 1974—1990.                                                                           | | | |
| Радован Влајковић | мај 1974. | новембар 1981. | |
| Предраг Владисављевић | новембар 1981. | мај 1982. | |
| Данило Кекић | мај 1982. | мај 1983. | |
| Ђорђе Радосављевић | мај 1983. | 4. мај 1984. | |
| Нандор Мајор | 4. мај 1984. | 7. мај 1985. | |
| Предраг Владисављевић | 7. мај 1985. | мај 1986. | |
| Ђорђе Радосављевић | мај 1986. | мај 1988. | |
| Нандор Мајор | мај 1988. | 6. октобар 1988. | поднео оставку |
| Југослав Костић | октобар 1988. | јануар 1991. | |

### Премијери
| Преглед руководећих личности Аутономне Покрајине Војводине и Социјалистичке Аутономне Покрајине Војводине од 1945. до 1990. | Преглед руководећих личности Аутономне Покрајине Војводине и Социјалистичке Аутономне Покрајине Војводине од 1945. до 1990. | Преглед руководећих личности Аутономне Покрајине Војводине и Социјалистичке Аутономне Покрајине Војводине од 1945. до 1990. | Преглед руководећих личности Аутономне Покрајине Војводине и Социјалистичке Аутономне Покрајине Војводине од 1945. до 1990. |
| име и презиме | почетак мандата | крај мандата | напомена |
| --- | --- | --- | --- |
| Председник Главног извршног већа Народне скупштине АП Војводине 1945—1963.                                                  | | | |
| Александар Шевић | 9. април 1945. | 5. септембар 1947. | |
| Лука Мркшић | 6. септембар 1947. | 20. март 1953. | |
| Стеван Дороњски | 20. март 1953. | децембар 1953. | |
| Геза Тиквицки | децембар 1953. | 22. јул 1962. | |
| Ђурица Јојкић | 22. јул 1962. | 13. април 1963. | |
| Председник Извршног већа Скупштине АП Војводине 1963—1969.                                                                  | | | |
| Ђурица Јојкић | 13. април 1963. | 18. јул 1963. | |
| Илија Рајачић | 18. јул 1963. | 20. април 1967. | |
| Стипан Марушић | 20. април 1967. | 21. фебруар 1969. | |
| Председник Извршног већа Скупштине САП Војводине 1969—1990.                                                                 | | | |
| Стипан Марушић | 21. фебруар 1969. | октобар 1971. | |
| Фрањо Нађ | октобар 1971. | 6. мај 1974. | |
| Никола Кмезић | 6. мај 1974. | 5. мај 1982. | |
| Живан Марељ | 5. мај 1982. | 5. мај 1986. | |
| Јон Србован | 5. мај 1986. | 19. октобар 1989. | поднео оставку |
| Средоје Ердељан | 24. октобар 1988. | 27. децембар 1989. | вршилац дужности |
| Радоман Божовић | 27. децембар 1989. | 23. децембар 1991. | |

## Галерија
- Откривање споменика Жарку Зрењанину у Зрењанину 1952.
- Дочек председника Тита у Шиду, септембра 1977.
- Председник Јосип Броз Тито код споменика Слобода на Иришком венцу, 1969.
- Споменик жртвама рације у Новом Саду
- Разгледница Панчева из времена СФРЈ
- Јован Веселинов један од водећих политичара у САП Војводини
- Споменик књижевнику Јовану Поповићу у Кикинди
- Робна кућа „Београд” у Сомбору, изграђена у време СФРЈ
- Зрењанин 1968.
- Пољски радови у Срему
- Споменик револуцији у Руми